# Église de la Miséricorde de Porto
Pour les articles homonymes, voir Église de la Miséricorde.
L'Igreja da Misericórdia do Porto est située dans la Rua das Flores, dans la ville de Porto, au Portugal.

## Histoire
Initialement construite en 1559, dans un style Renaissance avec des réminiscences gothiques, cette église n'utilisait que le chœur, en raison d'un coup de foudre qui détruisit la façade en avril 1621 et elle ne sera reconstruite qu'au XVIIIe siècle. L'église a été reconstruite avec un dessin de Nasoni en 1748 en style baroque aux formes rococo. Elle a été recouverte intérieurement d'azulejos fabriquées à Lisbonne.
Le bâtiment et l'église de Santa Casa da Misericórdia do Porto sont classés immeuble d'intérêt public depuis 1977.

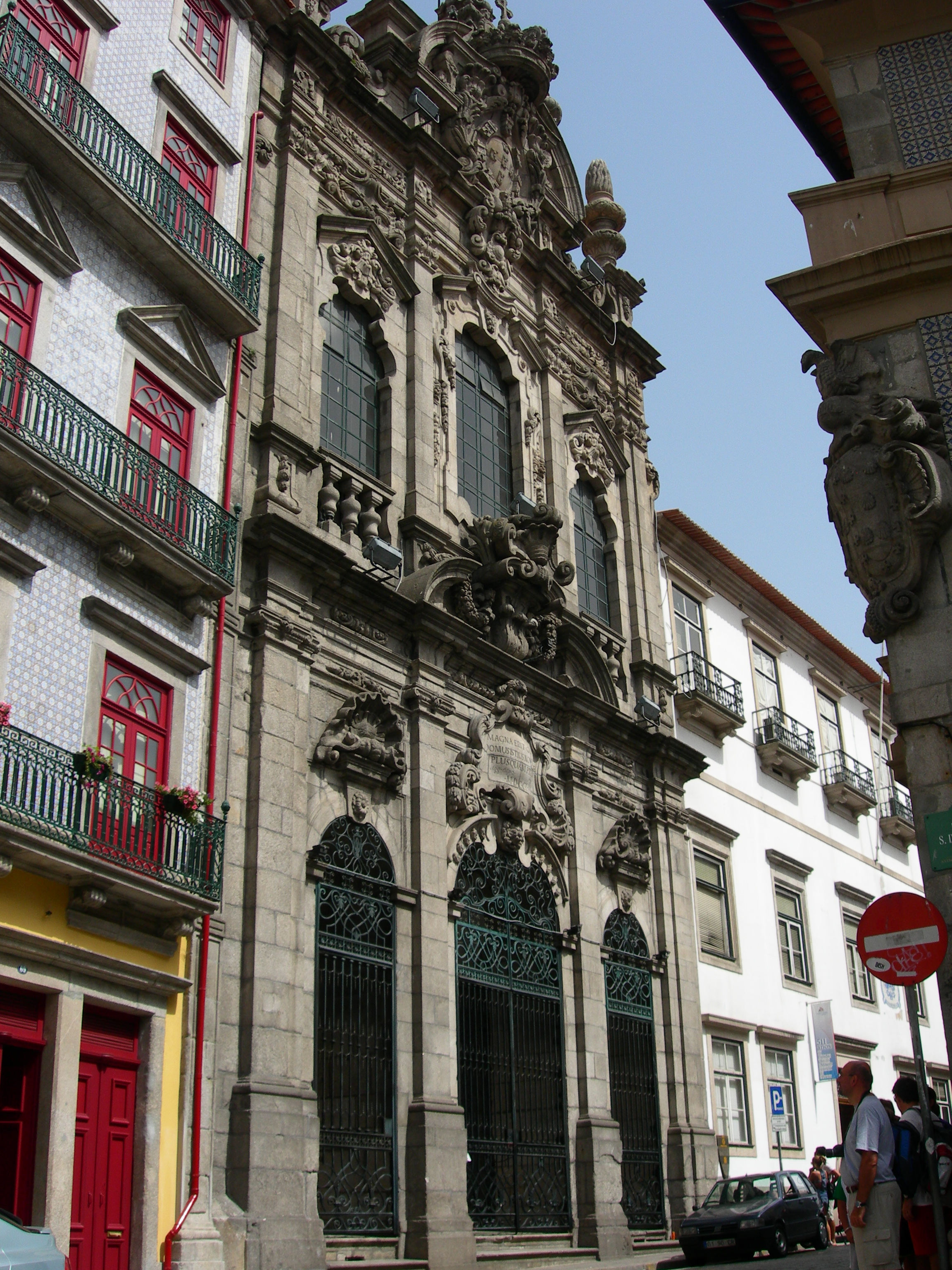
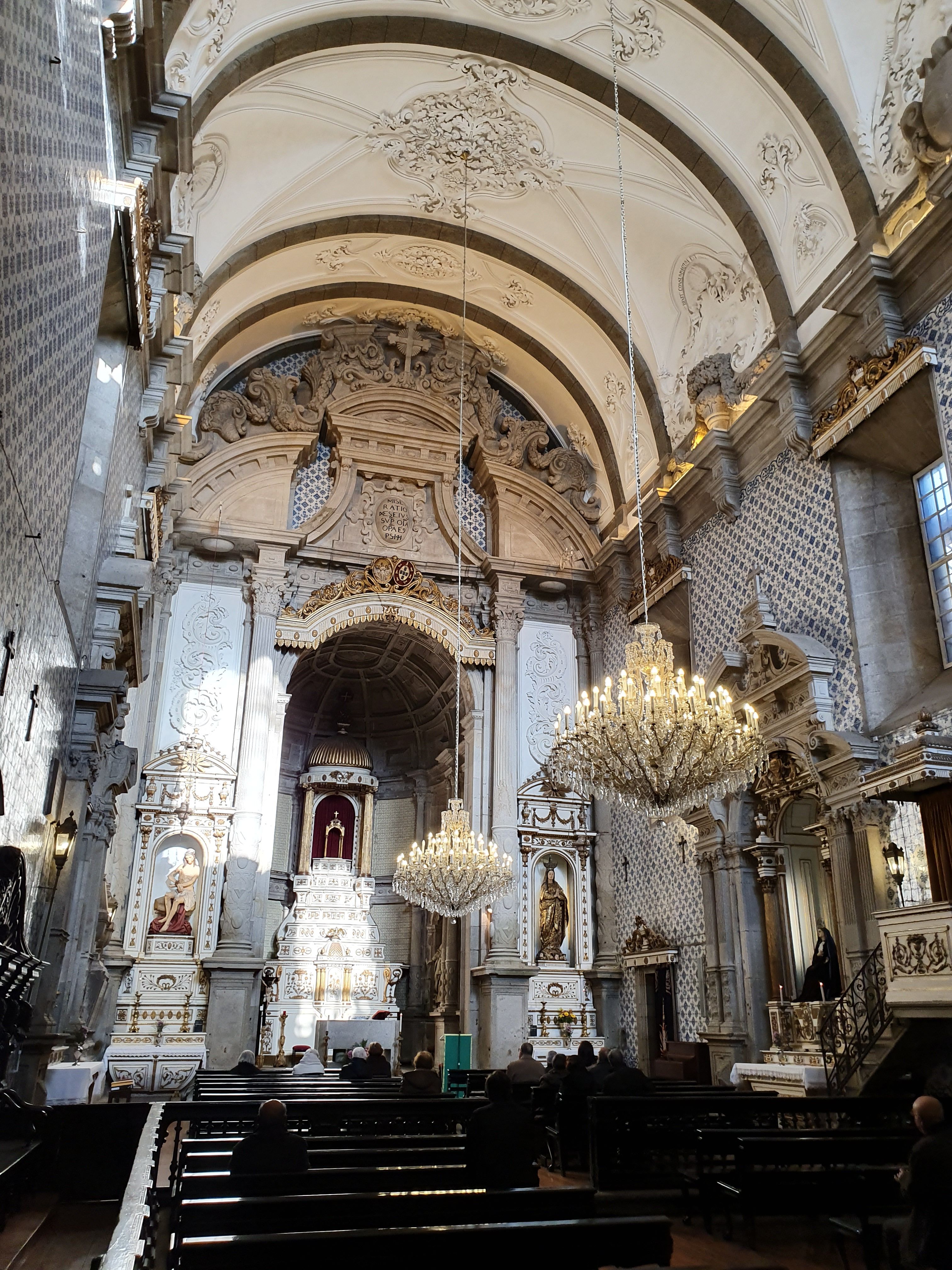
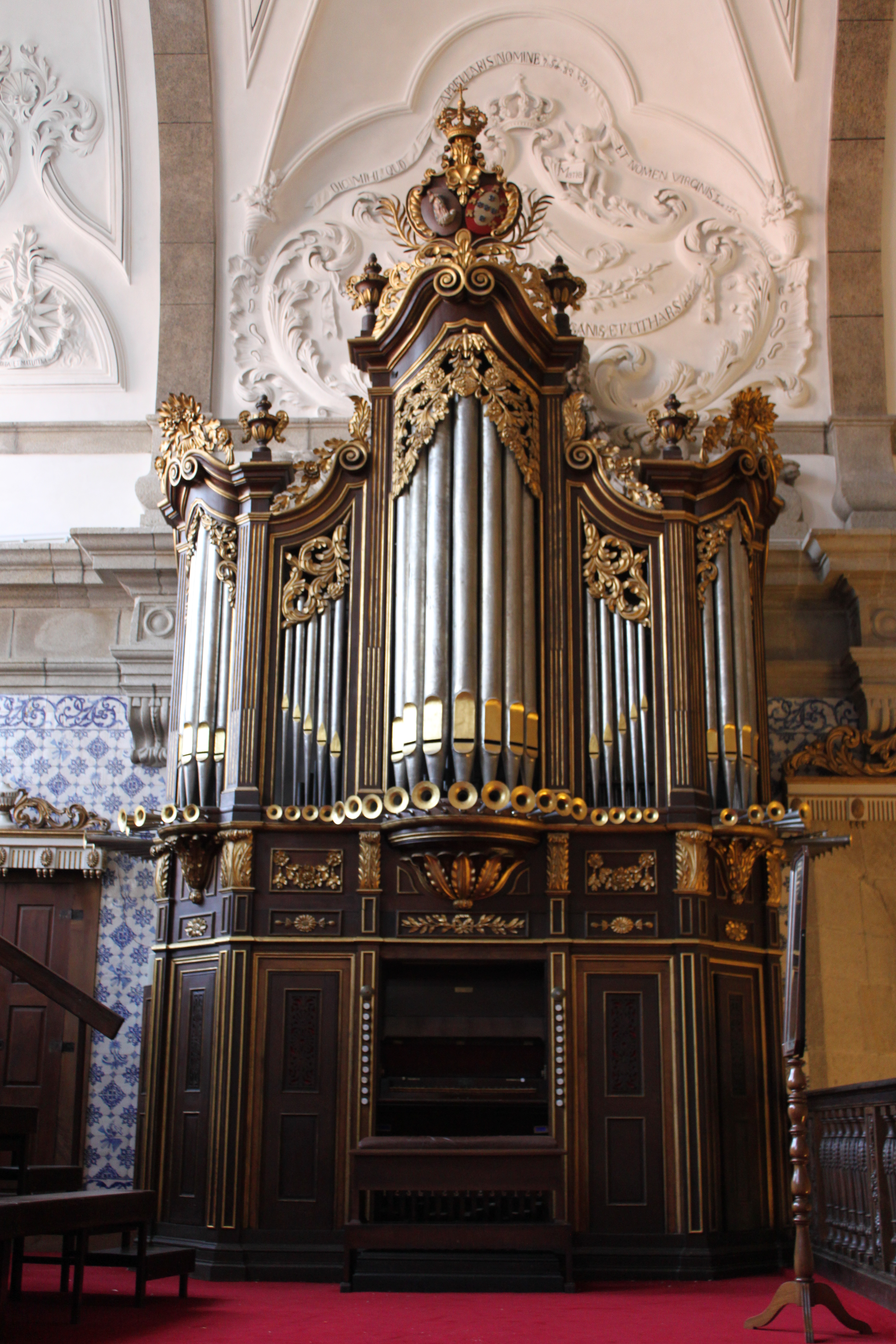
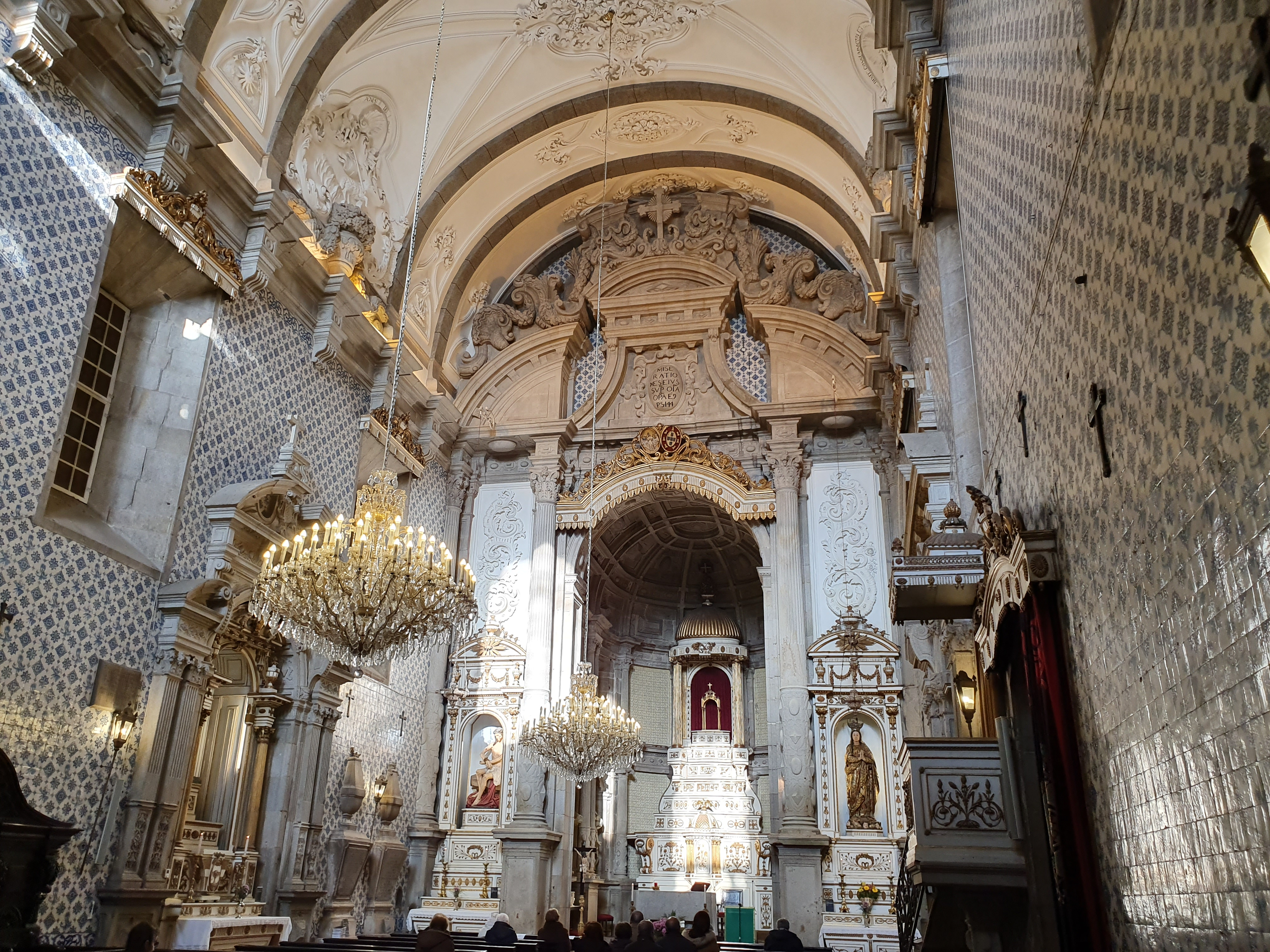